# Savannah (fluviu)
Savannah este un fluviu aflat în est-sud-estul Statelor Unite ale Americii, având o lungime de 725 km. Savannah izvorăște în Munții Apalași, străbate depresiunea preatlantică și se varsă în Oceanul Atlantic, în dreptul orașului cu același nume, Savannah, Georgia. Este navigabil pe 356 km. 